# Діти комети (Зоряний шлях)
Діти комети (Children of the Comet) — друга серія першого сезону американського телевізійного серіалу «Зоряний шлях: Дивні нові світи». Сценарій епізоду написали Генрі Алонсо Майєрс і Сара Таркофф; режисер Майя Врвіло. Перший показ відбувся 12 травня 2022 року.

## Зміст
Кадетку Ухуру вперше запросили на вечерю до капітана. Ортегас сказав їй, що вона, можливо, захоче носити її парадну форму — що підкреслюється, коли сама Ортегас з'являється в цивільному. Сам Пайк просто сміється над «дідівщиною». Щоб познайомитися зі своєю командою, Пайк запитує їх, ким вони бачать себе через десять років (трохи зупинившись на питанні). Ухура зізнається, що не має уявлення: як сирота, чия родина загинула в аварії шатла, а потім була передана на піклування її бабусі, офіцеру Зоряного флоту. Ухура закінчила службу майже за замовчуванням і не знає, чи хоче вона залишитися. Однак вона добре володіє мовами, може розмовляти 22 мовами Кенії та 15 іншими, окрім того. Ухура не впевнена щодо свого майбутнього в Зоряному Флоті, оскільки приєдналася лише для того, щоб втекти від болю смерті своїх батьків і старшого брата.
Пайка кличуть на місток. «Ентерпрайз» знаходиться біля пустельної планети під назвою Персефона-III, де проживає розумний вид, який ще не відкрив для себе землеробство. На жаль, йому загрожує комета, яка за два дні може знищити усіх, що призведе до апокаліпсису. Екіпаж швидко вирішує розгорнути іонні двигуни, які запускаються за допомогою фотонних торпед, щоб відштовхнути комету від курсу. Екіпаж «Ентерпрайза» намагається змінити курс комети, яка має вбити всіх мешканців спустошеної планети, але у неї є силове поле, яке перешкоджає цьому.
Ухура приєднується до команди, яка переміщається на поверхню комети. Науковий офіцер Спок, начальник служби безпеки Сінгх і лейтенант Сем Кірк з ксеноантропології відправляються на бік, а також курсант Ухура, чий режим навчання цього тижня включає відрядження. Вони знаходять структуру на кометі, яка, імовірно, живить дефлекторні щити та містить яйцеподібний об'єкт. Лейтенант Кірк доторкається до дивовижного «яйця» — і його травмує. Силовий щит на кометі повертається. Усі частоти заблоковані; десантники лишаються самі.
Поки їх немає, «Ентерпрайзу» загрожує значно більший корабель, екіпаж якого складаються з людей, які називають себе «Пастухами». Вони поклоняються М'Ханіту — так називають комету — як божеству-творцю, що приносить життя, і не дозволять нікому втручатися в це. І готові виконувати свій мандат під дулом зброї. Зоряний корабель «пастухів», які супроводжують комету, розташувався між нею та «Ентерпрайзом»; вони вірять, що це істота на ім'я М'ханіт, який є стародавнім арбітром життя. «Ентерпрайз» відволікає їх, дозволяючи Споку змінити курс комети.
Угура розшифровує музику комети, яка вказує на те, що вона очікувала цього втручання. Ухура весь час неуважно наспівував кенійську народну мелодію, і Спок помітив, що елементи керування яйцем реагують на музику. Ухура (сопрано) і Спок (бас) співають кілька інтервалів, і комета опускає свої щити, дозволяючи команді, що перемістилася на комету, повернутися.
Після цього Пайк і його команда виношують план: поки вони ведуть відволікаючий бій проти Пастухів, Спок використовує човник, щоб систематично нагрівати одну сторону комети, лише трохи змінюючи її курс. Результатом є не лише врятування планета, але й пустельна планета, яка щойно отримала масове вливання кометної води. Це збільшує шанси на те, що її мешканці зрозуміють, як працює сільське господарство. Пастухи зазначають, що це саме те, заради чого вони захищали М'Ганіта, і відходять з миром. Проходячи повз планету, комета випускає в атмосферу водяну пару, яка покращить умови для життя.
Ухура закінчує аналіз мелодії комети та виявляє, що інтервали, які вона співала, можна перетворити на координати. Які вказують точний шматок льоду, який відколовся під час місії Спока. Комета знала, що має статися. Це мало втішає Номер Один і капітана Пайка, які обговорювали його майбутнє. Уна стверджує, що Пайк все ще має здатність змінювати Долю. Але Пайк уже знає імена шести людей, яких він врятує, і, коли він усамітнюється, викликає їхні файли на комп'ютері. Він починає адаптуватися більш комфортно з його незавершеною героїчною жертвою. Тим часом Спок наздоганяє Ухуру і зазначає — хоча вона, можливо, і не дуже хоче бути в Зоряному Флоті, але Флот хоче або повинен прагнути мати її. Пайк розмірковує про походження комети та щодо того, чи було це більше ніж випадковістю. Він також думає про життя кадетів, які йому судилося врятувати, пожертвувавши собою.
Іноді все настільки погано, що залишається тільки сміятися

## Сприйняття та відгуки
На сайті «Rotten Tomatoes» епізод отримав 100 % підтримки на основі відгуків 5 критиків.
В огляді «StarTrek.com» зазначалося: «„Діти комети“ демонструє, що ми повинні кинути виклик своїм уявленням, навіть якщо альтернативи здаються дуже малоймовірними. Поєднання званої вечері та виїзної місії дало нам чудову можливість по-справжньому познайомитися з тим, хто така кадетка Угура, що вона цінує та чим мотивується. І знову, незважаючи на окремий статус, епізод містить натяки на романтичний інтерес медсестри Чапель до Спока. І досліджує підхід капітана Пайка до того, що він вважає своєю долею. Невже доля Пайка наперед визначена? Є лише одне, що потрібно зробити, і це чекати наступної пригоди „Ентерпрайза“.»
В огляді «Den of Geek» серію оцінено у 4/5 зірок з 5 та зазначено: «Друга частина серіалу „Зоряний шлях: Дивні нові світи“ настільки ж чудово розважальна, як і прем'єра серіалу, підкреслюючи неймовірну хімію цього акторського складу в різних перестановках груп і чітко виконуючи обіцянку франшизи — пошук нового життя та нових цивілізацій і, можливо, їх дарування. невидима рука допомоги на цьому шляху. Основи цього епізоду досить прості: „USS Enterprise“ вивчає стародавню комету, яка раптом, здається, готова вразити (і значною мірою знищити) планету класу М у системі Персефони. При цьому знищивши нездатні до пристосування види, що живуть там. Пайк і його друзі налаштовані знайти спосіб відвернути шлях комети. Але коли вони дізнаються, що це зовсім не комета, їм доведеться зіткнутися з загрозою з боку високорозвинених видів, які називають себе пастухами. Їхнє все існування засноване на тому, щоб запобігти будь-якому втручанню в існування так званого „арбітра“ — який несе за собою життя чи руйнування.»
«TV Tropes» здійснює детальний розбір аналогій, неспівпадінь та недоречностей епізоду.
В огляді «TrekMovie.com» зазначено: «У „Дітях комети“ було класичне відчуття „Зоряного шляху“ з дослідженням небесного тіла, яке виявилося більшим, ніж здавалося, знайшовши інтригуючі нові повороти. Візит на комету виглядав неймовірно, допоміг продати благоговіння, яке воно викликало в Ухурі та навіть Споку. Пошук рішення у зв'язку між мовою, математикою та музикою був унікальним, але елегантно знайомим і чудовим способом продемонструвати ці два характери. Пастухи також були захоплюючою новою інопланетною расою, і все, від макіяжу до візуальних ефектів та яскравих діалогів, демонструвало, як „Дивні нові світи“ можуть реалізувати цей основний компонент нового серіалу. І навіть незважаючи на весь науково-фантастичний екшн і трохи боротьби, рішенням був блеф, гідний Кірка, дипломатична лазівка, гідна Пікара, і трохи наукової фантастики, гідної… мабуть, Спока. Звісно, політ шатла Спока був далеким від реалізму до науково-фантастичного видовища, але наука про те, як викликати сублімацію, щоб відхилити комету, була правильною,. Як і комета, яка змінює посушливість планети.»
На сайті «IMDb» станом на квітень 2024 року епізод отримав 8.0 з 10 зірок схвалення при 5339 голосах.

## Знімались
| Актор             | Роль                    |
| ----------------- | ----------------------- |
| Енсон Маунт       | Крістофер Пайк          |
| Ітан Пек          | Спок                    |
| Джесс Буш         | Кристина Чапель         |
| Крістіна Чонг     | Лаан Нуньєн Сінгх       |
| Селія Роуз Гудінг | Нійота Ухура            |
| Мелісса Навія     | Еріка Ортегас           |
| Брюс Горак        | Геммер                  |
| Ребекка Ромейн    | Номер Один              |
| Ден Жаннот        | Джордж Семюел Кірк      |
| Дана Беддо        | інопланетна дівчинка    |
| Ембер Кулл        | інопланетна мати        |
| Дженніфер Хуей    | енсін Крістіна          |
| Алекс Кепп Горнер | комп'ютер "Ентерпрайза" |
| Андре Де Кім      | Кайл                    |
| Том Марріотт      | Шефферд                 |
| Каз Морган        | офіцер містка           |